# Caught in the Crossfire
Caught in the Crossfire è il primo album in studio del cantautore britannico John Wetton, pubblicato nel 1980 dalla E.G. Records.

## Descrizione
Alla realizzazione del disco hanno preso parte il chitarrista Martin Barre dei Jethro Tull, il batterista Simon Kirke dei Bad Company e il sassofonista Malcolm Duncan.
Caught in the Crossfire è stato ristampato in diverse versioni con diverse copertine. La copertina dell'edizione originale (su vinile) fu realizzata dall'art studio Hipgnosis art studio. Negli stati uniti l'album sarà pubblicato solo nel 1986 da Jem Records.

## Tracce
Testi e musiche di John Wetton, eccetto dove indicato.
Lato A
1. Turn On the Radio – 3:47
2. Baby Come Back – 3:24
3. When Will You Realize? – 4:34
4. Cold Is the Night – 5:22
5. Paper Talk – 4:00

Lato B
1. Get Away – 4:30
2. Caught in the Crossfire – 5:03
3. Get What You Want – 3:18 (John Wetton, Peter Sinfield)
4. I'll Be There – 3:33
5. Woman – 4:33

Tracce bonus nella riedizione CD del 1999
1. Every Inch of the Way – 4:39 (Curt Cuomo, John Wetton)
2. Out of the Blue – 4:32 (Bob Marlette, John Wetton, Tom Whitlock)

## Formazione
Musicisti
- John Wetton – voce, chitarra solista, basso, tastiera
- Simon Kirke – batteria, percussioni
- Martin Barre – chitarra solista (tracce 2, 3, 5 e 10)
- Malcolm Duncan – sassofono (tracce 7 e 9)

Produzione
- John Wetton – produzione
- John Punter – produzione, ingegneria del suono
- Martin Moss – ingegneria del suono
- Richard Mason – ingegneria del suono
- Nigel Walker – ingegneria del suono
- Sean Davies – mastering